# Bogusław Zych
Bogusław Zych, né le 10 décembre 1951 à Varsovie et mort le 3 avril 1995, est un escrimeur polonais, pratiquant le fleuret.

## Palmarès

### Jeux olympiques d'été
- 1980 à Moscou
  -  Médaille de bronze au fleuret par équipes
- 1988 à Séoul
  - participation

### Championnats du monde
- en 1978 à Hambourg, Allemagne
  -  Médaille d'or par équipe

### Championnats d'Europe
- en 1991 à Vienne:
  -  Médaille de bronze par équipe
  -  Médaille de bronze en individuel

### Championnats de Pologne
- en 1983, 1984, 1985 et 1989:
  - 4  Champion de Pologne